# Maďarsko na Letních olympijských hrách 2008
Maďarsko na Letních olympijských hrách v roce 2008 reprezentovala výprava 171 sportovců (88 mužů a 83 žen) v 20 sportech.

## Medailisté
| Medaile | Jméno | Sport      | Soutěž                      |
| ------- | --- | ---------- | --------------------------- |
| Zlato   | Attila Vajda | Kanoistika | Muži C-1 1000 m             |
| Zlato   | Natasa Janicsová Katalin Kovácsová | Kanoistika | Ženy K-2 500 m              |
| Zlato   | Tibor Benedek Péter Biros István Gergely Norbert Hosnyánszky Tamás Kásás Gábor Kis Gergely Kiss Norbert Madaras Tamás Molnár Dániel Varga Dénes Varga Tamás Varga | Vodní pólo | Turnaj mužů                 |
| Stříbro | László Cseh | Plavání    | Muži 400 m polohový závod   |
| Stříbro | László Cseh | Plavání    | Muži 200 m motýlek          |
| Stříbro | László Cseh | Plavání    | Muži 200 m polohový závod   |
| Stříbro | Zoltán Fodor | Zápas      | muži, řecko-římský do 84 kg |
| Stříbro | Natasa Janicsová Katalin Kovácsová Danuta Kozáková Gabriella Szabó                                                                                                | Kanoistika | Ženy K-4 500 m              |
| Bronz   | Ildikó Minczová-Nébaldová | Šerm       | Ženy kord jednotlivci       |
| Bronz   | Tamás Kiss György Kozmann | Kanoistika | Muži C-2 1000 m             |